# 楚爾斯·莫克

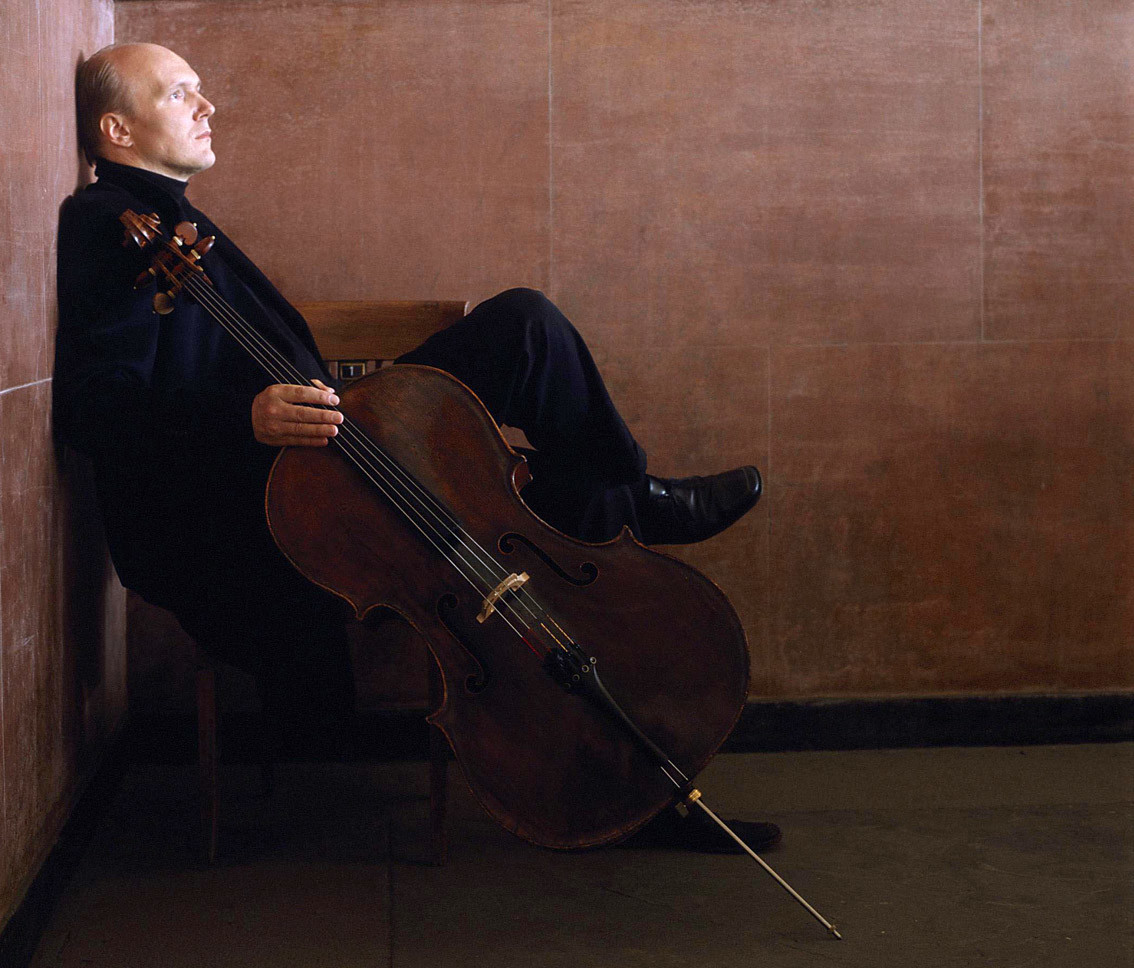
楚尔斯·莫克，2013年

楚爾斯·歐拉夫·歐特貝赫·莫克（挪威語：Truls Olaf Otterbech Mørk，1961年4月25日—），挪威大提琴演奏家。

## 生平
莫克出生於挪威西部的港市卑爾根，自小與音樂相伴，他的父親亦是一名大提琴手，七歲時則由母親啟蒙了鋼琴演奏。莫克也曾學習小提琴，但很快地便專心發展大提琴演奏，開始固定與父親習琴。17歲時，莫克就讀於艾德貝格音樂院（Edsberg Music Institute），師從法蘭斯·海莫森（Frans Helmerson）。而後，由於對俄羅斯演奏學派，以及大師罗斯托波维契的仰慕，他轉而跟從娜塔莉亞·莎可芙斯卡雅（Natalia Shakhovskaya）習琴。
1982年，莫克參與莫斯科柴可夫斯基國際音樂比賽，進入決賽，最終他獲得第六獎肯定。1983年，莫克在佛羅倫斯的卡薩多大賽成功掄元，1986年則在紐約的瑙姆堡大賽得到第二獎。1989年起，他展開第一次的巡迴演奏，期間與數個歐洲一線樂團合作演出。1994年，他與奧斯陸愛樂一同前往美國巡迴，完成了卡內基廳、甘迺迪中心等地的個人初登場。
獨奏活動之外，莫克亦熱衷於室內樂演奏。他對室內樂的熱愛，最終催生了斯塔萬格國際室內樂節（ICMF Stavanger），莫克本人並親自擔任總監職，該活動現已發展成為室內樂領域的年度盛事。莫克與小提琴家吉尔·夏漢、鋼琴家葉芬·布朗夫曼（Yefim Bronfman）組成的三重奏亦活躍於世界各地。此外，莫克任教於挪威國立音樂院（挪威語：Norges musikkhøgskole），致力於提攜後進。
莫克所使用的樂器是1723年製的多米尼克·蒙塔涅亞那（Domenico Montagnana），由SR銀行出借。

### 生涯危機
2009年4月，莫克遭遇了中樞神經感染，遽聞可能肇因於2006年在美國的一次蜱蟲叮咬。當時的併發症還包括腦炎、左肩部份癱瘓等，莫克本人對於病況不表樂觀。經過一年六個月的休養，暫停所有舞台活動之後，莫克才得以繼續自己的演奏生涯。

## 作品

### 錄音
莫克的錄音作品眾多，已發行廿五張專輯（迄2007年止），當中的蕭斯塔高維契協奏曲、巴赫無伴奏組曲等作品皆是得獎名盤，此外亦有豐富的現代音樂足跡，曲目範圍甚廣。莫克主要合作的唱片品牌為維京（Virgin）以及和諧世界（Harmonia mundi）。
更多：楚爾斯·莫克的商業錄音 （页面存档备份，存于），於電子音樂資料庫 （页面存档备份，存于）

## 獲獎與榮譽
- 斯貝勒曼獎（Spellemannprisen），室內樂類，1991年[d]
- 斯貝勒曼獎，管弦樂類，1992年
- 斯貝勒曼獎，管弦樂類，1993年
- 斯貝勒曼獎，管弦樂類，1995年
- 斯貝勒曼獎，古典音樂類，1999年
- 西貝流士獎，2010年[5]

### 參照
1. 1 2  劉聖文. .   [2020-07-07]. （原始内容存档于2020-07-20）.
2. ↑  Serge Schmemann. . The New York Times. 1982-07-07  [2020-07-07]. （原始内容存档于2020-07-20）.
3. ↑  Eivind Kristensen. . Dagbladet. 2009-11-07  [2020-07-07]. （原始内容存档于2020-07-20）.
4. ↑  Nicholas Kenyon. . The Guardian. 2011-04-10  [2020-07-07]. （原始内容存档于2020-07-20）.
5. ↑  . The Strad. 2013-01-27  [2020-07-07]. （原始内容存档于2014-12-05）.

## 外部連結
- 楚爾斯·莫克的Discogs页面（英文）
- 挪威音樂學院的教職員資料頁面 （页面存档备份，存于）